# Антосін (Підляське воєводство)
Антосін (пол. Antosin) — село в Польщі, у гміні Віжайни Сувальського повіту Підляського воєводства.
Населення — 43 особи (2011).
У 1975-1998 роках село належало до Сувальського воєводства.

## Демографія
Демографічна структура станом на 31 березня 2011 року:
|          | Загалом | Допрацездатний вік | Працездатний вік | Постпрацездатний вік |
| -------- | ------- | ------------------ | ---------------- | -------------------- |
| Чоловіки | 23      | 3                  | 15               | 5                    |
| Жінки    | 20      | 5                  | 7                | 8                    |
| Разом    | 43      | 8                  | 22               | 13                   |